# آناک

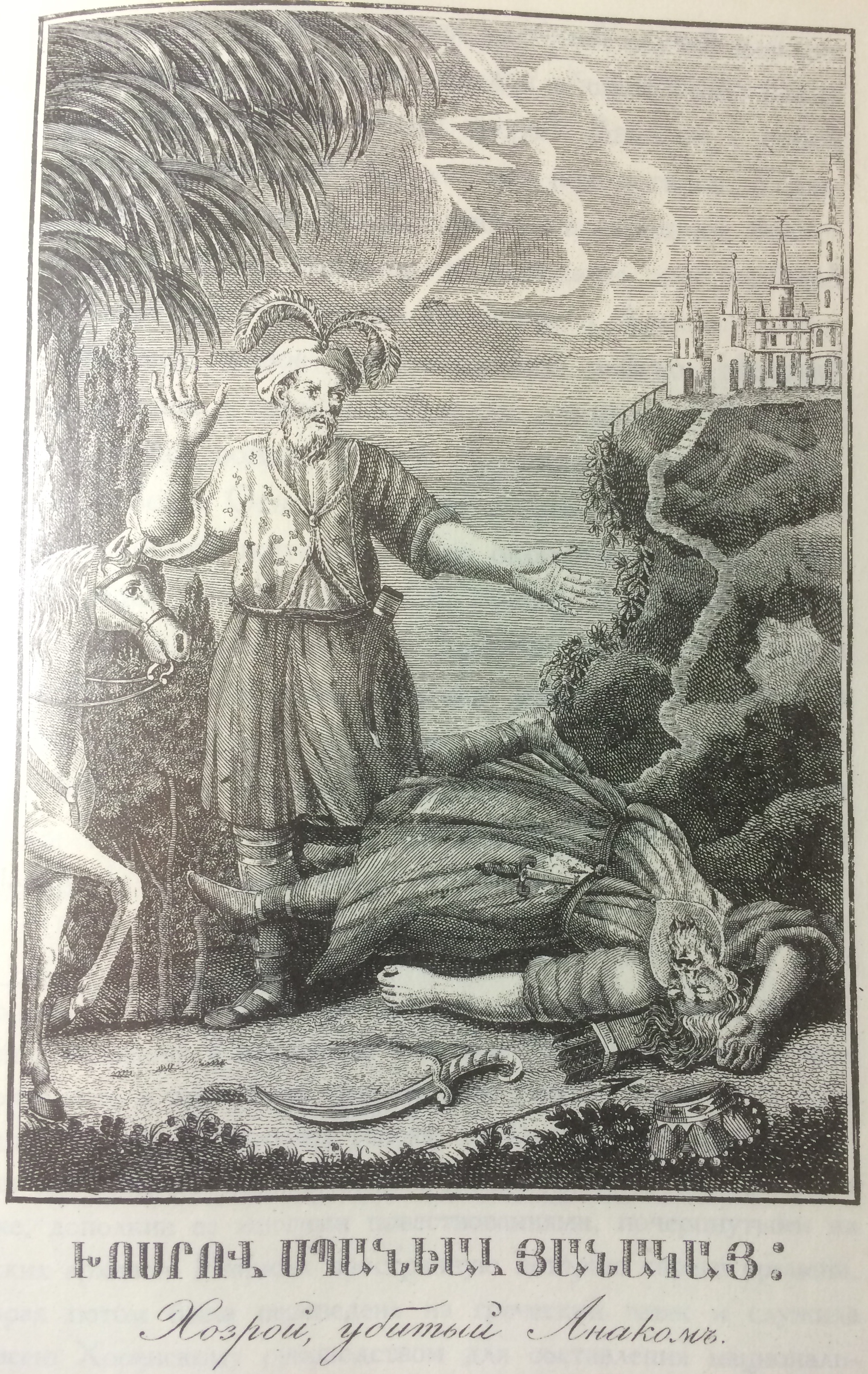
خسروف دوم ارمنستان توسط آناک کشته شد.

آناک پارتی، همچنین به عنوان آناک پهلوی نیز شناخته می‌شود، (زاده قرن ۳-درگذشته ۲۵۲)، یک اشراف‌زاده اهل پارت بود که در زمان حکومت سلسله اشکانی ارمنستان زندگی می‌کرد.

## زندگی‌نامه
آناک یک نجیب‌زاده اشکانی ارمنی بود که در ارمنستان شهریاری می‌کرد، گفته می‌شود که با سلسله ارساسید ارمنستان خویشاوند است یا از خاندان سورن پهلو بوده‌است که یکی از هفت شاخه اشکانی خاندان حاکم از سکاستان هستند.
از زندگی آناک اطلاعات کمی در دست است. او با یک نجیب‌زاده اشکانی به نام اوکهه ازدواج کرد که پسرانش را به دنیا آورد، از جمله فرزندان آنها گریگوری بود.
اردشیر بابکان و پسرش شاپور یکم آناک را به قتل پادشاه خسرو دوم ارمنستان تحریک کردند و قول دادند که به عنوان پاداش ارمنستان را به وی دهند. اردشیر از پیروزی‌های نظامی که خسرو دوم با پدر فقید خود، تیرداد دوم ارمنستان در برابر او پیروز شده بود، نگران بود زیرا او می‌خواست امپراتوری ساسانی را گسترش دهد و ارمنستان را الحاق کند.
آناک اعتماد خسرو دوم را جلب کرده و به واغارشاپات سفر کرد و نزد وی از آزار و اذیت اردشیر نسبت به ارمنی‌ها شکایت کرد. او که مورد مهمان نوازی و اعتماد قرار گرفته بود با ضربات چاقو به قلب خسرو دوم زد و همچنین همسر وی را کشت. آناک با خشم و تعصب توسط سربازان ارمنی تحت تعقیب قرار گرفت تا اینکه در رود ارس غرق شد.

## خانواده
ارتش و اشراف ارمنستان از مرگ پادشاه سلطنت خشمگین شدند و به نوبه خود انتقام خود را از خانواده آناک برانگیختند. تنها فرزندی که از خانواده آناک جان سالم به در برد، پسر خردسالش گریگوری بود، که توسط سرپرستان سابقش سوپیا و یوتاق که از کشتار خانواده آناک نجات یافته بودند، به کاپادوکیا برده شد.
اردشیر یکم ارمنستان را برای خود در اختیار گرفت و بخشی از امپراتوری او شد. سربازان وفادار به خسرو دوم، پسرش تیرداد سوم را برای محافظت به رم بردند در آنجا تیرداد سوم بزرگ شد و دخترش خسروی دخت برای پرورش در قیصریه مازاکا، کاپادوکیا برده شد. پدر و مادر خواننده خسروی دخت اوتای، نجیب‌زاده‌ای از خانواده آماتونی‌ها و همسر اوتای، نجیب زنی بودند که نام آنها مشخص نیست، از خانواده اسلونیک بود.